# Vardø
lat_seclon_seclon_minlat_deglon_deglat_min
 (finsko Vuoreija, Vuorea, severnosamijsko Várggát) je mesto in občina v administrativni regiji Finnmark na Norveškem.
1. ↑  »Forskrift om målvedtak i kommunar og fylkeskommunar« (v norveščini). Lovdata.no.